# Tekken 5: Dark Resurrection
Tekken 5: Dark Resurrection (Tekken: Dark Resurrection no PSP) ou referidos como Tekken 5.2/Tekken 5,5 é uma atualização do Tekken 5 e o sétimo jogo eletrônico da série Tekken. O jogo foi lançado pela primeira vez em arcade no Japão em 2005 e na América do Norte em 2006, e foi portado para o PSP mais tarde nesse ano. O jogo também foi lançado para o PlayStation 3, através do serviço online da PlayStation Network em 2007.

## História
Após a conclusão do King of Iron Fist Tournament 4, uma intensa batalha entre pai e filho, Kazuya Mishima e Jin Kazama, tomou conta de Hon-Maru, um dojo da família Mishima. Assim que Heihachi viu o corpo de Kazuya inconsciente no chão, no mesmo momento ele disse: "Como você é patético... Eu já sabia da sua covardia". Pelas palavras de Heihachi e por suas lembranças de dois anos antes (durante o terceiro King of Iron Fist Tournament), Jin começa a lutar contra Heihachi. E por lembrar da pequena luta de há dois anos, Jin começa a manifestar os poderes do Devil que habitam nele, poderes dos quais foram herdados de seu pai, Kazuya.
Logo após ser derrotado pela força desumana de Jin, Heihachi retoma a consciência ao lembrar-se das últimas palavras de seu neto antes de quebrar o teto e voar de Hon-Maru: "Agradeça a minha mãe, Jun Kazama". Os sons da batalha agora dão lugar ao silêncio. Silêncio no qual só foi interrompido pelo motor de um avião que se aproximava rapidamente. Os sons do motor aumentavam, um grupo de Jack-4s acabara de entrar destruindo todo o teto de Hon-Maru. No início, Heihachi suspeitou que Kazuya e seus associados da G Corporation eram os responsáveis pela intrusão.
Porém, ele percebeu que Kazuya estava tão confuso quanto ele ao ataque surpresa. "Quem os emitiu? Porque vocês estão aqui?" - disse Heihachi antes dos primeiros ataques dos JACKs. Sem nenhuma resposta e com pouca escolha, Heihachi e Kazuya Mishima deram uma improvável trégua e se aliaram para lutar lado a lado contra o esquadrão de Jack-4s. Os reforços apareciam tão rapidamente que nem dava para destruir todos os JACKs. Heihachi, sentindo o peso da sua idade, começa a se cansar e perder sua respiração. Aproveitando-se da situação, Kazuya usa a oportunidade que tem para sair de Hon-Maru e deixar seu pai sozinho na luta jogando-o no meio do esquadrão de JACK. Logo em seguida um dos Jack-4s ativa a auto-destruição e explode o dojo.
No alto de uma montanha próxima, a explosão é assistida de perto por um personagem desconhecido até então, Raven, que na mesma hora comunica a seus superiores: "Heihachi Mishima... Está morto". Neste mesmo momento, um Jack-4 ataca-o desprevenido, mas é cortado ao meio. No dia seguinte, a notícia de que Heihachi Mishima estaria morto se espalhou rapidamente em todo o mundo. A maioria das pessoas acreditavam que a morte de Heihachi resultaria no fim da Mishima Zaibatsu, mas misteriosamente uma pessoa desconhecida tomou o controle dela, e os negócios continuaram normalmente, era o pai de Heihachi, Jinpachi Michima. Um mês depois a Mishima Zaibatsu anunciou que iria lançar o King of Iron Fist Tournament 5, e o motivo desta vez foi diferente dos demais, a intenção de Jimpachi era ser derrotado por quem chegasse à batalha final. Ele queria que alguém o matasse pois estava prestes a ser dominado pelo seu lado maléfico, e as consequências disso seriam incalculáveis. Antes de Tekken (1) Jimpachi era o fundador da Michima Zaibatsu e foi derrotado por se filho, Heihachi, e preso no dojo Hon-Maru. Lá, Jimpachi ficou anos preso e acabou se rendendo às tentações do demônio (semelhante ao Devil) resultando na sua decisão de fazer King of Iron Fist 5.

## Novos Recursos
Ao todo são 35 estágios disponíveis no total, incluindo os novos estádios, como uma floresta redesenhadoa na fase de Tekken 3. A maioria dos estágios atuais de Tekken 5 também foram reformulados, como sendo fixado em diferentes momentos do dia, ou com diferentes setpieces (The Burning Temple fase, por exemplo, já não se queima, mas agora é um Autumn folha showered coberto) Bem como remixada fase temas a condizer. As versões originais destas fases ainda estão disponíveis na versão do arcade e desbloqueaveis na versão do PlayStation 3.
Há mais personalização de itens para cada personagem ; e pela primeira vez Mokujin e Eddy Gordo podem ser personalizados também. Todos os personagens estão agora disponíveis para começar, em vez de terem de ser desbloqueado. As cores padrão para todos os caracteres foram alteradas (por exemplo, o traje formal de Kazuya foi alterado para cor branca  púrpura e a blusa e e calça de Jin Kazama agora são de chamas avermelhadas, em vez de branca).
O jogador pode personalizar as cores dos personagens originais de Tekken 5 . Hwoarang, que estava anteriormente impossibilitado de ser personalizado, agora agora está disponível para  que os jogadores de mudem suas cores. Todos os itens de Tekken 5 estão presentes, e uma série de itens novos. Estes incluem auras que mudar dependendo cores como um jogador classifica seus personagens. Todos os trajes extras de Tekken 5 estão presentes no jogo, e alguns podem se personalizados como o de Ling Xiaoyu e de Asuka Kazama).
Muitos dos personagens têm novas animações, que podem ser visualizada antes e depois de uma batalha. Os três personagens animais tiveram suas cores personalizadas e reformuladas, incluindo opções de cores de Roger Jr., Kuma e  Panda. Estes personagens têm mais expressões facial de animação (boca de circulação por exemplo).
Eddy Gordo agora é um personagem padrão, separando-se de Christie Monteiro, pela primeira vez desde Tekken Tag Tournament (antes Christie foi introduzida como uma personagem em Tekken 4), com o seu próprio carácter para selecionar o espaço e personalização de itens.Armor King é um personagem padrão com o seu próprio conjunto de movimentos, compartilhando menos de King. Todos os personagens têm novos equilíbrio de jogabilidade -, bem como mover alguns comandos atualizado. Durante as batalhas Jinpachi Mishima tem uma aparência alterada, como a textura da pele, com veias de incêndio ou fluir de magma, e um chifre incandescete branco, relativamente a partir de sua testa.
Na tela de selecção de  batalha o carregamento da tela torna-se esporto novo CG de cada personagem. Além disso, muitos dos personagens tiveram as cores, trajes de Tekken 5 modificados, e posteriormente pode ser visto que na tela de selecção de batalha, o carregamento tela CG torna, jogavel.

## Gameplay
Juntamente com as muitas sugestões para o Playstation 2 , o Arcade Battle foi atualizado adicionando mais doze classificação títulos e removendo um: Conqueror. Tekken Lord já não é a mais alta classificação como ela estava em Tekken 5. Dark Lord é uma classificação acima Tekken Lord, a classificação mais alta é Divine Fist.
Outra adição ao Arcade Battle agora é que ele se mantém a par das estatísticas do jogador. Cada personagem tem um claro ardósia, uma vez que começará jogando Arcade Battle. Durante selecionando um personagem, carregando um jogo e lutando um adversário, o jogador pode ver o seu nome, classificação, a região, suas vitórias, derrotas e percentual.

## Consoles

### PlayStation Portable
O jogo no PSP é executado em plena 60FPS durante partidas (embora volta - se a cerca de 30 qps para o pré-combate e pós - combate cinematicos). O jogo caracteriza jogo partilha, o que significa que apenas uma cópia do jogo é necessário para jogar mais ad hoc. O jogo pode ser executado em versão 2.6 Firmware para a versão norte - americana, bem como a versão europeia exige versão 2.71.
Outros modos incluem Tekken Dojo, onde o jogador luta com fantasmas de outros jogadores que podem ser carregados e descarregados em linha. Eles também podem baixar funcionário fantasma e embalagens de fliperamas em todo o mundo.
No modo Gold Rush, o jogador luta por jogo - em numerário. Novas versões de Tekken Bowl e Comando Attack; Gratificação jogos de Tekken Tag Tournament, Tekken 4, também estão incluídos.
Devido ao PSP d - almofada da falta de produção,a Namco produziu um especial a - almofada apego que está sentado em cima do PSP - almofada que veio com os primeiros lançamentos de japonês e asiático versões do jogo, bem como pré - ordenados Cópias dA US versão. A versão europeia não incluiU este acessório.
Tekken: Dark Resurrection para o PSP foi um dos mais bem sucedidos jogos de Verão 2006. O jogo  Tekken Dark Resurrection foi o 5° na lista um dos melhores jogos que se vendeu em Julho e Agosto. Este jogo foi também foi confirmado ter vendido mais de um milhão de unidades a nível mundial.

### PlayStation 3
Embora Tekken: Dark Resurrection tinham opiniões positivas e vendas, muitos jogadores de Tekken se decepcionaram devido o jogo não estar disponível na PlayStation Home, como todas as outras parcelas tinham sido. Como handhelds não podem ser tomadas a um nível competitivo de que a casa de consoles pedde, a Namco Bandai anunciou que o jogo iria ser portado para o PlayStation 3. O jogo manteve o título numérico da versão Arcade, ao contrário da versão PSP.
Tekken 5: Dark Resurrection foi pela primeira vez disponibilizado em japonês na PlayStation Store, em 12 de dezembro de 2006. Até por $16,Tekken Dark Resurrection foi o jogo mais caro disponível para download. A versão norte - americana foi disponibilizada em 1 de março de 2007, para US $ 19,99, enquanto a versão europeia foi lançada em 23 de março de 2007, em conjunto com o lançamento de PAL GBP 6.99/EUR 9.99. Encontra - se igualmente disponível no Singapore PlayStation Store de S $ 24,99 (E.U. $ 1 = cerca de S $ 1,55).
Embora o PSP é uma versão reduzida visualmente versão do Arcade, construir a versão do PS3  manteve a sua escala gráfica em desempenho, que funciona a 60 quadros por segundo, e apoia plenamente 1080p HD de resolução. O jogo apresenta os mesmos modos como os da versão Arcade, incluindo fantasma de batalhas e um Theatre Mode, enquanto Jinpachi Mishima é controlavél pela primeira vez. No entanto, ao contrário do PSP, a versão de PS3 carece modos jogabilidade adicionais, como o Story Mode, Bônus Mode, Practice mode, Survival Mode. No entanto, as duas últimas foram adicionados num recente download do patch.
O adesivo, que foi lançado no Japão Store em 1 de Agosto de 2007 e na America do Norte , em 30 de agosto de 2007, contém um Online Versus Mode, bem como classificações Online, de um  Practice mode e um Survial Mode. A versão europeia da linha do patch lançado em 8 de novembro.
Em 2008 a Bandai Namco anunciou uma atualização gratuita para o game.Entre as novidades destaca-se a adição de modos de jogo para multiplayer online, além do suporte ao controle DualShock 3, ou seja, passa a ter funcionalidade de vibração.
O novo Pickup Match permite que o jogador enfrente seguidas lutas online sem precisar voltar para o lobby virtual, o que torna o processo mais ágil. A organização das salas criadas pelo jogador também foi melhorada com a opção de dar um nome, além de marcar com bandeiras o uso de alguns modos específicos, facilitando na hora de procurar por alguma partida com condições específicas.
Por enquanto a atualização só está programada para a versão japonesa do game, ela foi lançada em 18 de março de 2008. O processo é automático: basta rodar o game com o PlayStation 3 conectado à internet. Por enquanto, ainda não há previsão para a atualização ser lançada no ocidente.

## Personagens

### Personagens que Retornam
- Alex
- Anna Williams
- Asuka Kazama
- Baek Doo San
- Bruce Irvin
- Bryan Fury
- Craig Marduk
- Christie Monteiro
- Devil Jin
- Eddy Gordo
- Feng Wei
- Ganryu
- Heihachi Mishima
- Hwoarang
- Jack-5
- Jin Kazama
- Jinpachi Mishima
- Julia Chang
- Kazuya Mishima
- King
- Kuma
- Lee Chaolan
- Lei Wulong
- Ling Xiaoyu
- Marshall Law
- Mokujin
- Nina Williams
- Panda
- Paul Phoenix
- Raven
- Roger Jr.
- Steve Fox
- Wang Jinrei
- Yoshimitsu

### Personagens adicionais
Bem como o regresso jogável caracteres de Tekken 5, alguns novos personagens foram adicionados no Tekken 5: Dark Resurrection. Sergei Dragunov é um russo SPETZNAZ despotivo que utiliza o Commando Sambo de combates estilos. Lili Rochefort é uma menina rica estereotipada que tentar salvar o pai da empresa, e utiliza uma combinação de dança, balé e combates de rua. O jogo também acrescenta Armor King. Ao invés de usar muitos movimentos de King (como em Tekken e Tekken 2), Armor King em Tekken 5: Dark Resurrection luta usando uma combinação de alguns dos King's tendo mais seus próprios movimentos. Além disso, Jinpachi Mishima é jogavel na versão do PlayStation 3.
- Armor King
- Lili Rochefort
- Sergei Dragunov